# Bischbrunn (Bischbrunn)
Bischbrunn ist der Hauptort der Gemeinde Bischbrunn im unterfränkischen Landkreis Main-Spessart in Bayern.

## Geographie
Im Pfarrdorf Bischbrunn entspringt der Esselbach. Durch die Siedlung Straßlücke (Lage) führt die Staatsstraße 2312. Nachbargemarkungen sind der Bischbrunner Forst, Steinmark und Oberndorf.

## Religion
Bischbrunn ist katholisch geprägt. Die Kuratie Allerheiligste Dreifaltigkeit (Pfarreiengemeinschaft Heilig Geist im Spessartgrund, Esselbach) gehört zum Dekanat Lohr.